# Goodman, Mississippi
Goodman är en ort i Holmes County, MIssissippi, USA.